# Castillo de Boo
El Castillo de Boo (en sueco: Boo slott) es un castillo en el municipio de Hallsberg, condado de Örebro, Suecia.

## Historia
A la muerte del Barón Gustaf Kruus y de su hermana Anna en 1692, el terreno en torno a Boo fue heredado por la hija de Anna Kruus y su marido el Barón Claes Hermansson Fleming af Liebelitz, Anna Flemming (1683-1737). Anna se casó con el Barón Hugo Johan Hamilton, un oficial militar sueco, en 1723. Hamilton puso las bases del "fideikommiss" de la Hacienda de Boo (del latín fideicommissum, que es una estructura legal sueca para la herencia de grandes fincas, que significa que la finca no tiene que ser dividida entre los herederos sino que puede ser heredada enteramente por un solo heredero), que todavía está en vigor hoy en día, uno de los pocos que quedan en Suecia.
Desde Hugo Johan Hamilton, la Hacienda de Boo ha permanecido en propiedad de la baronía sueca de Hamilton af Hageby.

## Arquitectura
La mansión inicial en Boo fue construida en estilo "karoliner", típica de mansiones de los siglos XVII y XVIII en Suecia. La casa fue rediseñada por primera vez en la década de 1780 bajo Karl Didrik Hamilton, quien reutilizó la casa en un corps de logi. En 1878 la vieja mansión fue derribada para hacer lugar al actual castillo. El castillo fue diseñado por el famoso arquitecto sueco Johan Fredrik Åbom, y construida entre 1874-1882, en estilo neogótico. El interior del primer piso fue diseñado y pintado por Carl Grabow, uno de los decoradores de interiores y pintores más famosos de Suecia en ese tiempo.
La siguiente restauración importante del castillo fue hecha entre 1925-1927, bajo la dirección del arquitecto sueco Ivar Tengbom. Partes del castillo recibieron un diseño más del siglo XVIII, y el arquitecto de paisajes Rudolf Abelin diseñó nuevos jardines.